# Дубовец, Сергей Иванович
Серге́й Ива́нович Дубове́ц (бел. Сяргей Іванавіч Дубавец; род. 17 сентября 1959, Мозырь) — белорусский журналист, издатель и литературный критик.

## Биография
Окончил факультет журналистики БГУ (1984). Работал в редакции литературы Белорусской Советской Энциклопедии, в газете «Гомельская правда»; в отделе критики и искусства журнала «Нёман» (1987—1990). Редактор газеты «Свабода» (1990—1991). Входил в руководство Белорусского народного фронта, участвовал в издании его газеты «Навіны БНФ». В 1991 г. основал газету «Наша нива» и был её главным редактором до 2000 г. Жил в Вильнюсе. С 1997 г. вёл ежедневную программу «Вострая Брама» на белорусской службе радио «Свобода», в 1998 г. награждён медалью имени Алеся Адамовича Белорусского ПЕН-центра за подготовку этой программы. В 2010 году попал в автокатастрофу, в которой погибла его жена Татьяна Сапач.
Опубликовал сборник прозы, эссе и критических статей «Опыты» (бел. Практыкаваньні; 1991), книгу «Дневник частного человека» (бел. Дзёньнік прыватнага чалавека; 1998), сборник избранных радиопрограмм «Острая Брама: Белорусский культурный контекст на рубеже столетий» (бел. Вострая Брама: беларускі культурны кантэкст на мяжы стагодзьдзяў; 2005; премия «Глиняный Велес»). В 2012 году опубликовал книгу «Майстроўня. Гісторыя аднаго цуду», посвящённую молодёжному объединению Белорусская Мастерская. В 2014 году вышла книга «Errata». В 2015 году после скандала с премией «Книга года» вышел из Белорусского ПЕН-центра. В 2020 стал лауреатом премии имени Ежи Гедройца за книгу «Тантамарэскі».
В 2025 году награждён Объединённым переходным кабинетом Беларуси Крестом Возрождения Беларуси (2025)